# Див-сюр-Мер
Див-сюр-Мер (фр. Dives-sur-Mer) — коммуна во Франции, находится в регионе Нормандия, департамент Кальвадос, округ Лизьё, кантон Кабур. Расположена в 25 км к северо-востоку от Кана, в 8 км от автомагистрали А13 "Дорога эстуарий". Курорт на побережье Ла-Манша, в устье реки Див, отделен рекой от города Кабур. На территории города находятся две железнодорожные станции Див-Кабур и Див-сюр-Мер-пор-Гийом местной железнодорожной линии Див―Трувиль-Довиль.
Население (2018) — 5 411 человек. 

## История
Поселок Див в устье одноименной реки известен с римских времен. В 858 году сюда приплыли викинги и двинулись по реке Див вглубь материка, разграбив Шартр. Главная страница истории Дива была написана в 1066 году — здесь Вильгельм I Завоеватель собирал свой флот и отплыл в Англию. В местной церкви установлена мемориальная доска, на которой высечены имена 475 сподвижников Вильгельма.
В последующие века Див процветал как рыболовный порт, с середины XIX века стал превращаться в морской курорт. Близость к морю и железной дороге в конце XIX века придали Диву другое направление развития. В 1891 году здесь был построен крупный металлургический комбинат, превративший город в крупный промышленный центр регионального значения. В 1986 году завод был закрыт, после чего город стал снова ориентироваться на морской отдых и туризм.

## Достопримечательности
- Церковь Нотр-Дам в романском стиле
- «Деревня искусств» в центре города
- Особняк Буа-Ибу XVII века
- «Голубой дом» (La Maison bleue) ― проект в стиле ар брют

## Экономика
Структура занятости населения:
- сельское хозяйство — 1,3 %;
- промышленность — 24,8 %;
- строительство — 4,6 %;
- торговля, транспорт и сфера услуг — 37,5 %;
- государственные и муниципальные службы — 31,7 %.

Уровень безработицы (2017) — 16,4 % (Франция в целом —  13,4 %, департамент Кальвадос — 12,5 %). 

Среднегодовой доход на 1 человека, евро (2018) — 18 790 (Франция в целом — 21 730, департамент Кальвадос — 21 490).

## Демография
Динамика численности населения, чел.

## Администрация
Пост мэра Див-сюр-Мера с 2008 года занимает коммунист  Пьер Мураре (Pierre Mouraret). На муниципальных выборах 2020 года возглавляемый им левый список победил в 1-м туре, получив 66,57 % голосов.
| Период | Период | Фамилия        | Партия                  | Примечания                                                                                      |
| ------ | ------ | -------------- | ----------------------- | ----------------------------------------------------------------------------------------------- |
| 1956   | 1983   | Андре Ленорман | Коммунистическая партия | рабочий, железнодорожник, член Генерального совета департамента, депутат Национального собрания |
| 1983   | 2008   | Франсис Гиффар | Коммунистическая партия | фабричный рабочий                                                                               |
| 2008   |        | Пьер Мураре    | Коммунистическая партия | специальный педагог, член Регионального совета Нормандии                                        |

## Города-побратимы
- Оберкохен, Германия

## Искусство
В Див-сюр-Мере ежегодно проходят праздники моря; в 2014 и 2016 годах были проведены фестивали в честь Вильгельма Завоевателя.

## Галерея

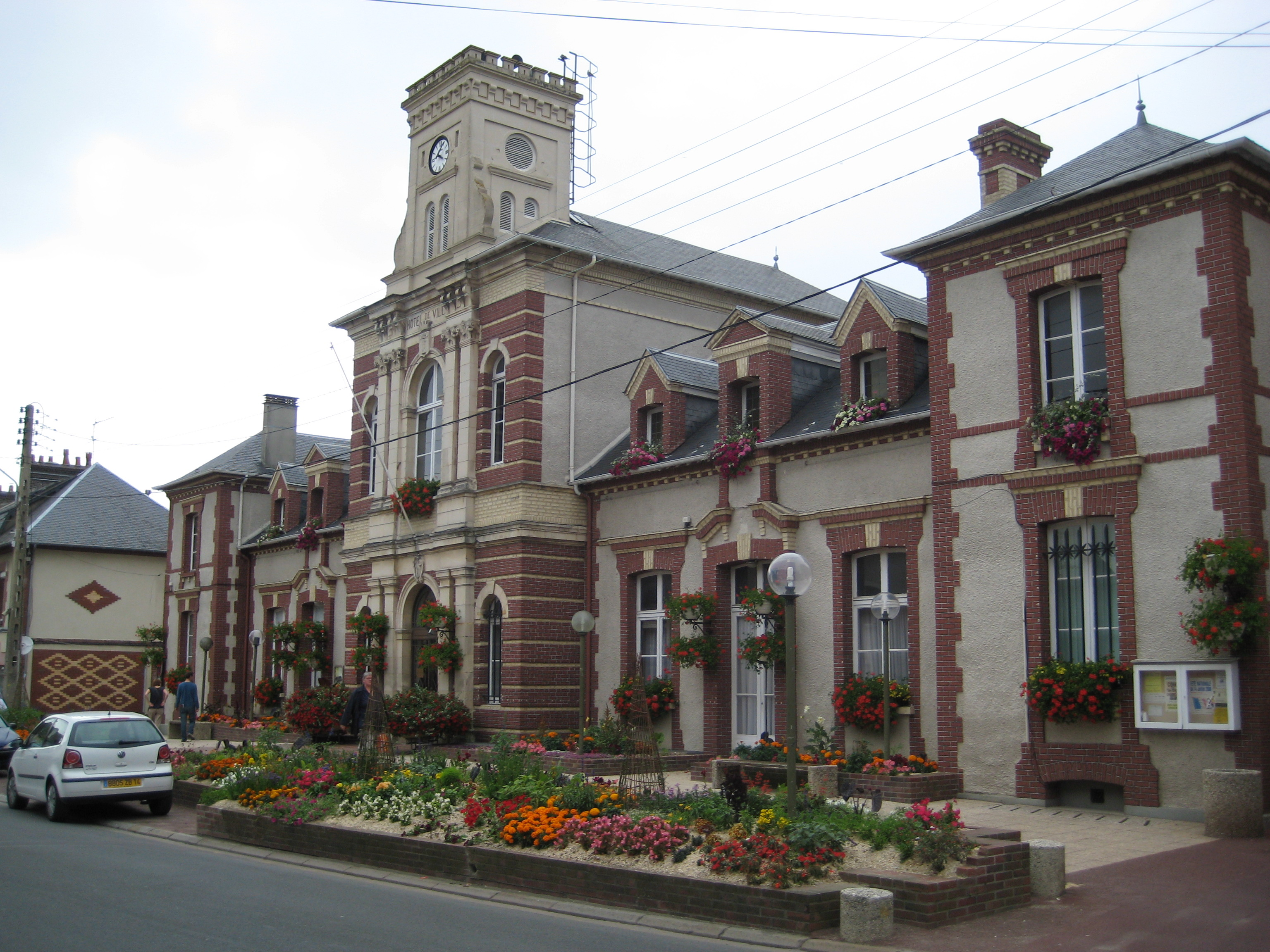
Мэрия
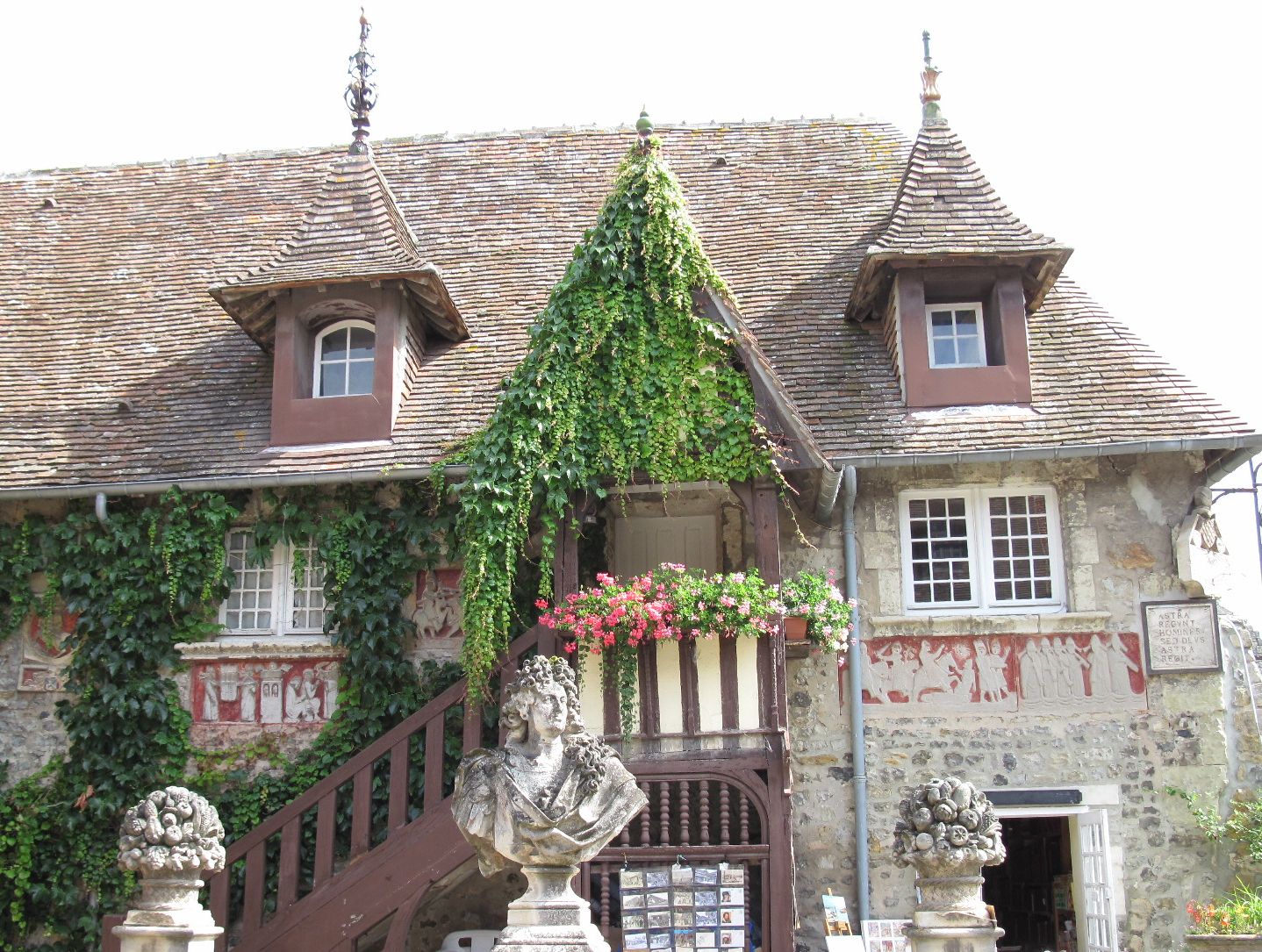
Дом в «Деревне искусств»
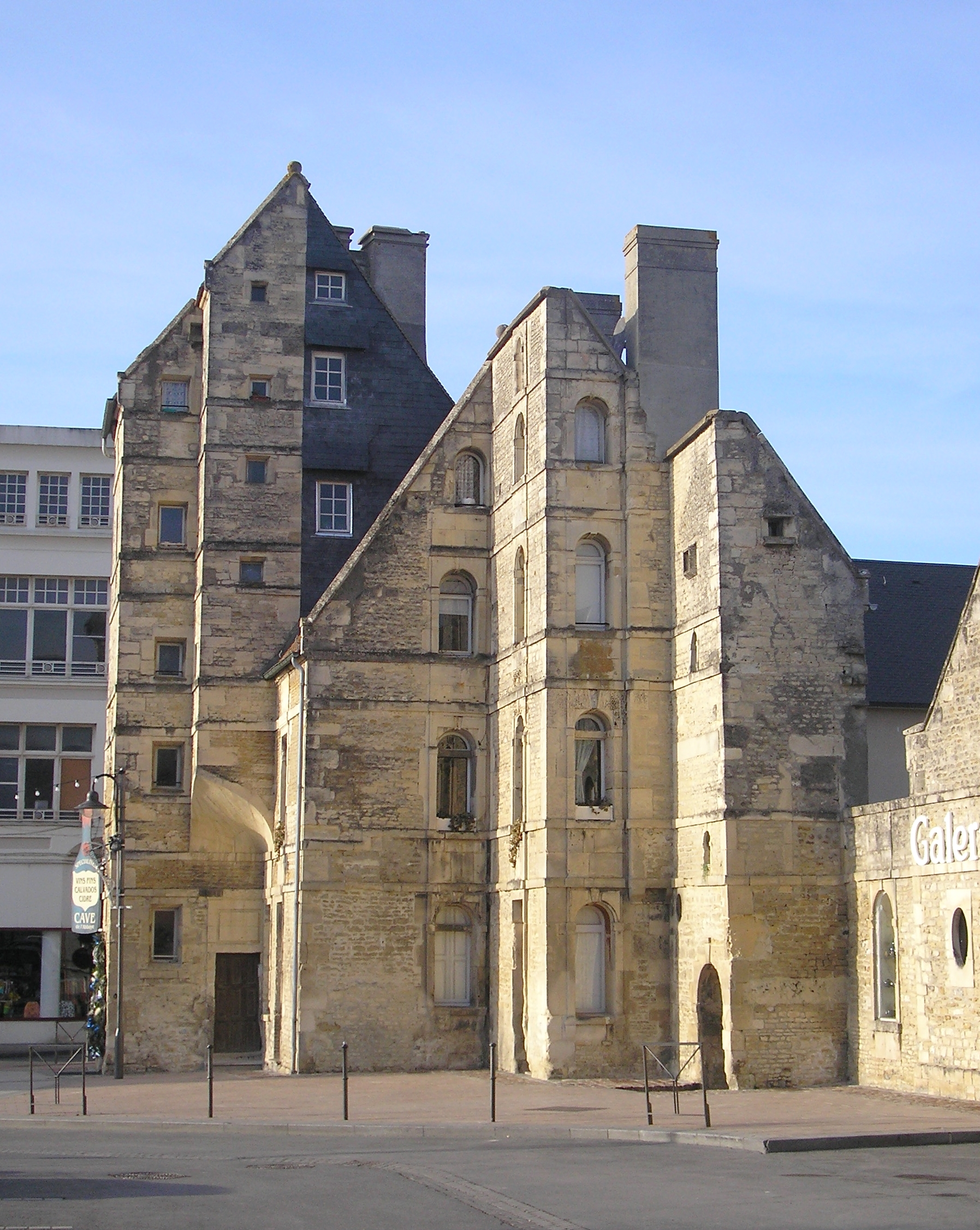
Особняк Буа-Ибу
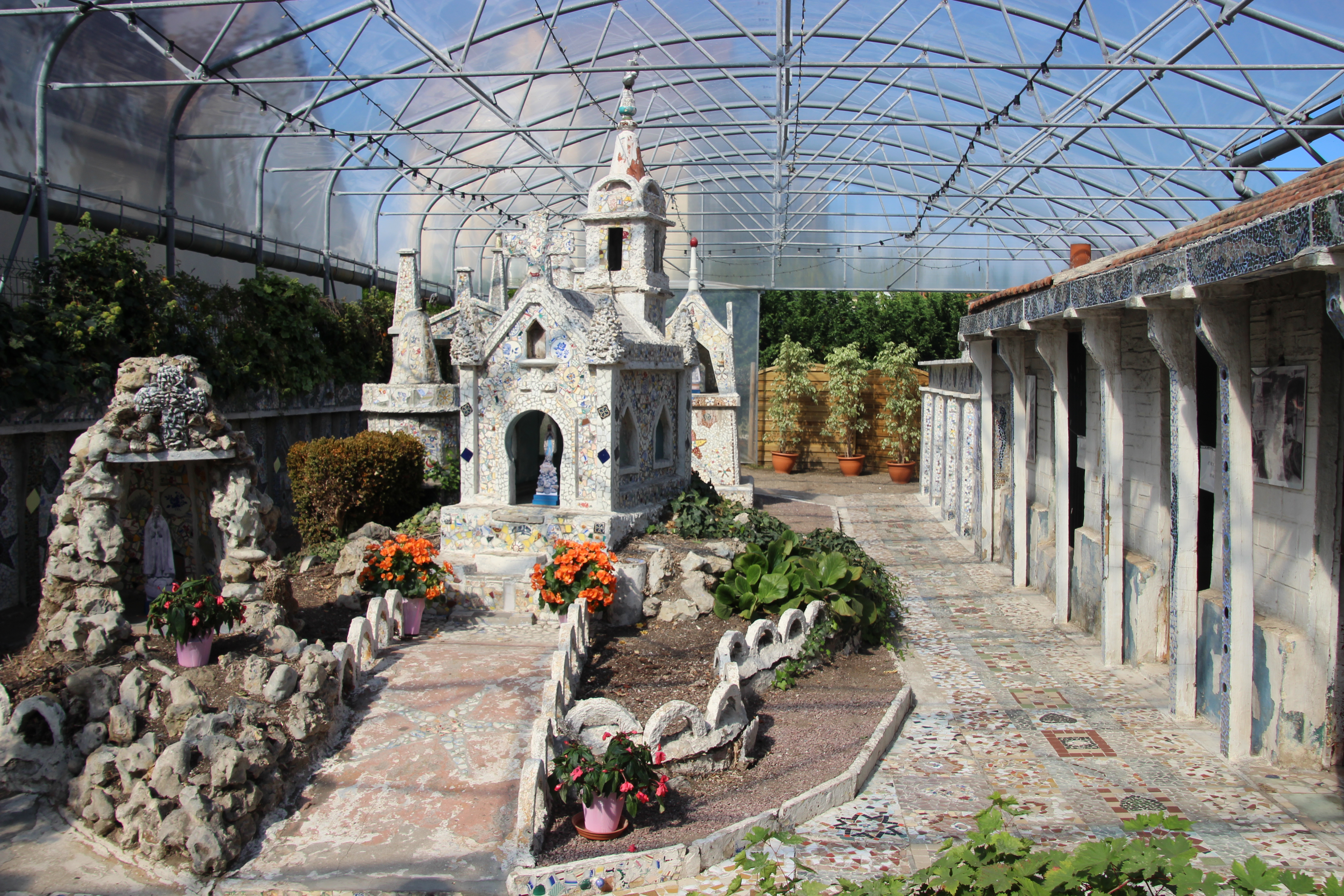
«Голубой дом»

1. 1 2  база данных о французских коммунах — Национальный географический институт Франции, 2015.